# Edraianthus graminifolius
Espèce
Classification phylogénétique

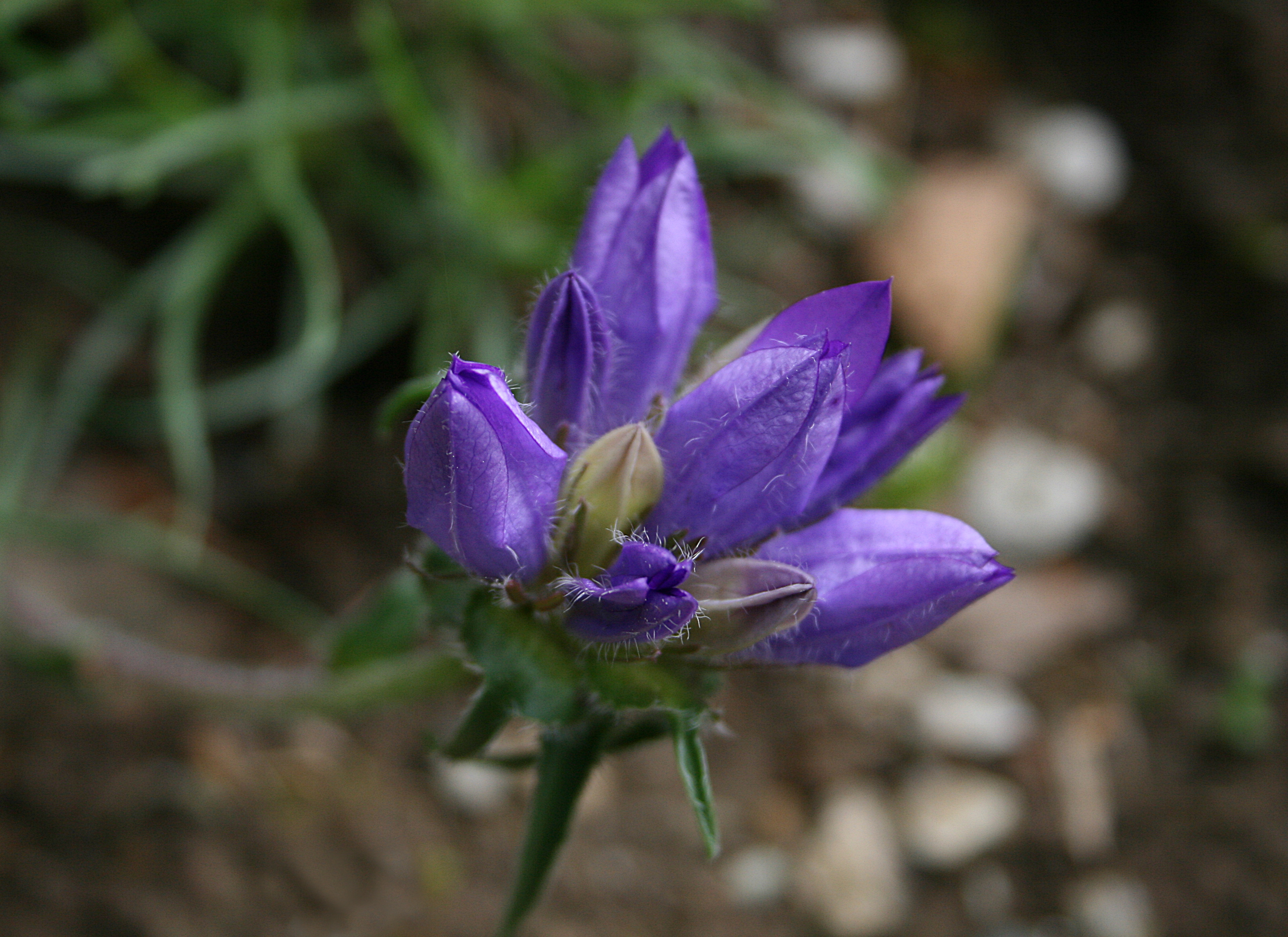
Bouton floral

Edraianthus graminifolius est une espèce de plantes du genre Edraianthus et de la famille des Campanulaceae.
La population autrefois nommée Edraianthus montenegrinus est désormais placée dans la sous-espèce Edraianthus graminifolius graminifolius.

## Liste de sous-espèces
Selon World Checklist of Selected Plant Families (WCSP) (9 mai 2010) :
- Edraianthus graminifolius subsp. graminifolius (L.) A.DC. (1839)
- Edraianthus graminifolius subsp. siculus (Strobl) Lakuic ex Greuter & Burdet (1983-1984)